# Kong Ngie Tong Sang-zondagmarkt
De Kong Ngie Tong Sang-zondagmarkt is een landbouwmarkt in Paramaribo in Suriname. Ze bevindt zich op de hoek van de Grote Combéweg en de Van Sommelsdijckstraat, nabij de Wakapasi en de Palmentuin.
De markt is op de zondagochtend geopend. Er wordt verse groenten, fruit, vlees, vis en kruiden verkocht, evenals bronwater, dim sum en warme gerechten. De standhouders en veel bezoekers zijn Chinese Surinamers. De markt is eigendom van de Chinese vereniging Kong Ngie Tong Sang.
Het ontwerp is een kopie van een markt uit een Aziatische sloppenwijk. De markt zou in 2008 aan de Kankantriestraat gevestigd worden; de bouw ging toen niet door vanwege protesten van verkopers op Markt-Zuid. Daarna werd de markt een korte periode gehouden op Bun Dyari van Pertjajah Luhur, eveneens aan de Grote Combéweg. In 2011 ging de bouw van start op de huidige locatie. Ondanks de bezwaarschriften naar districtscommissaris Mohamad Kasto en twee Assembléeleden, besloot Kasto de markt te gedogen.

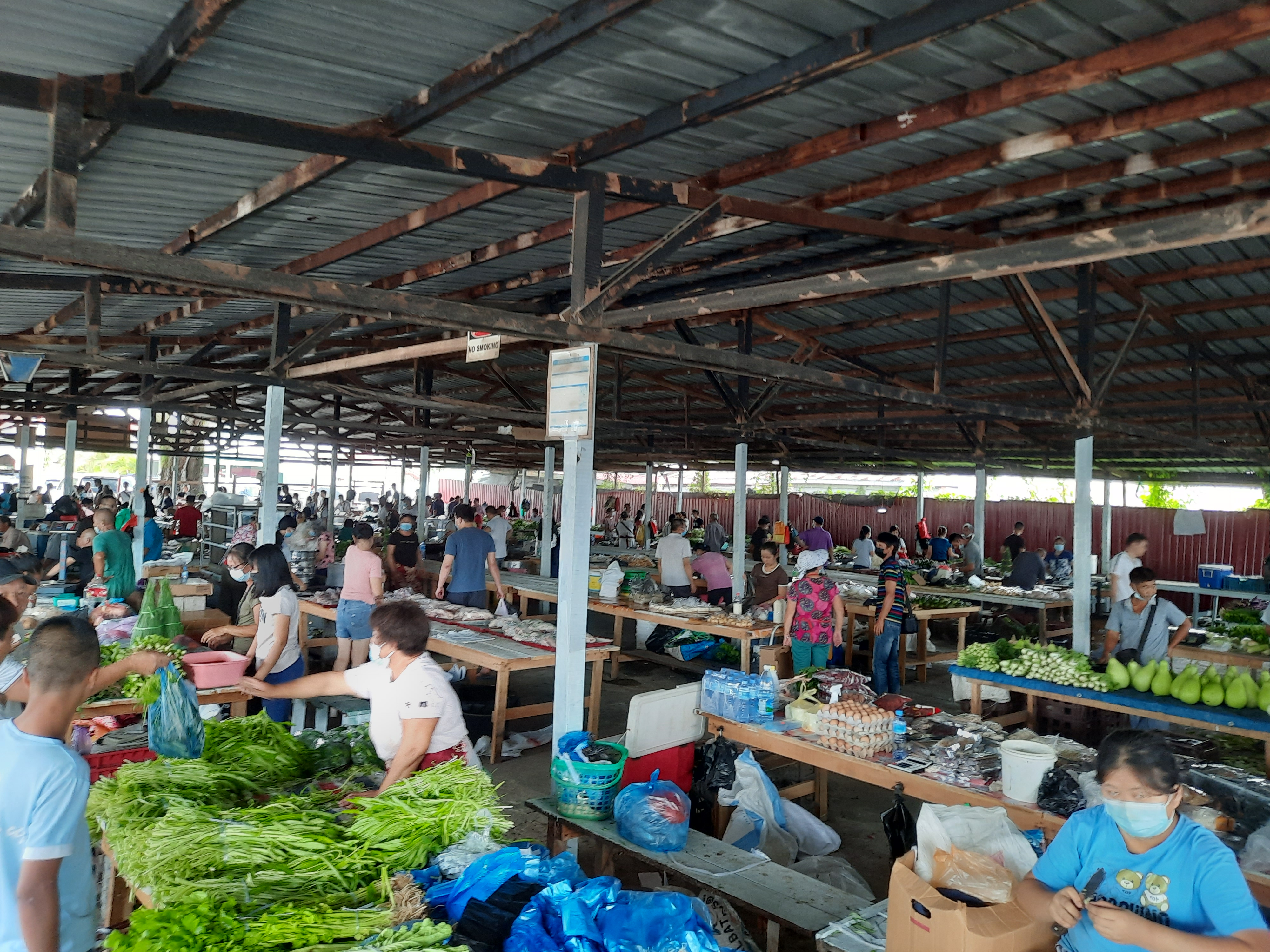
De markt in 2022